# Вина Луары

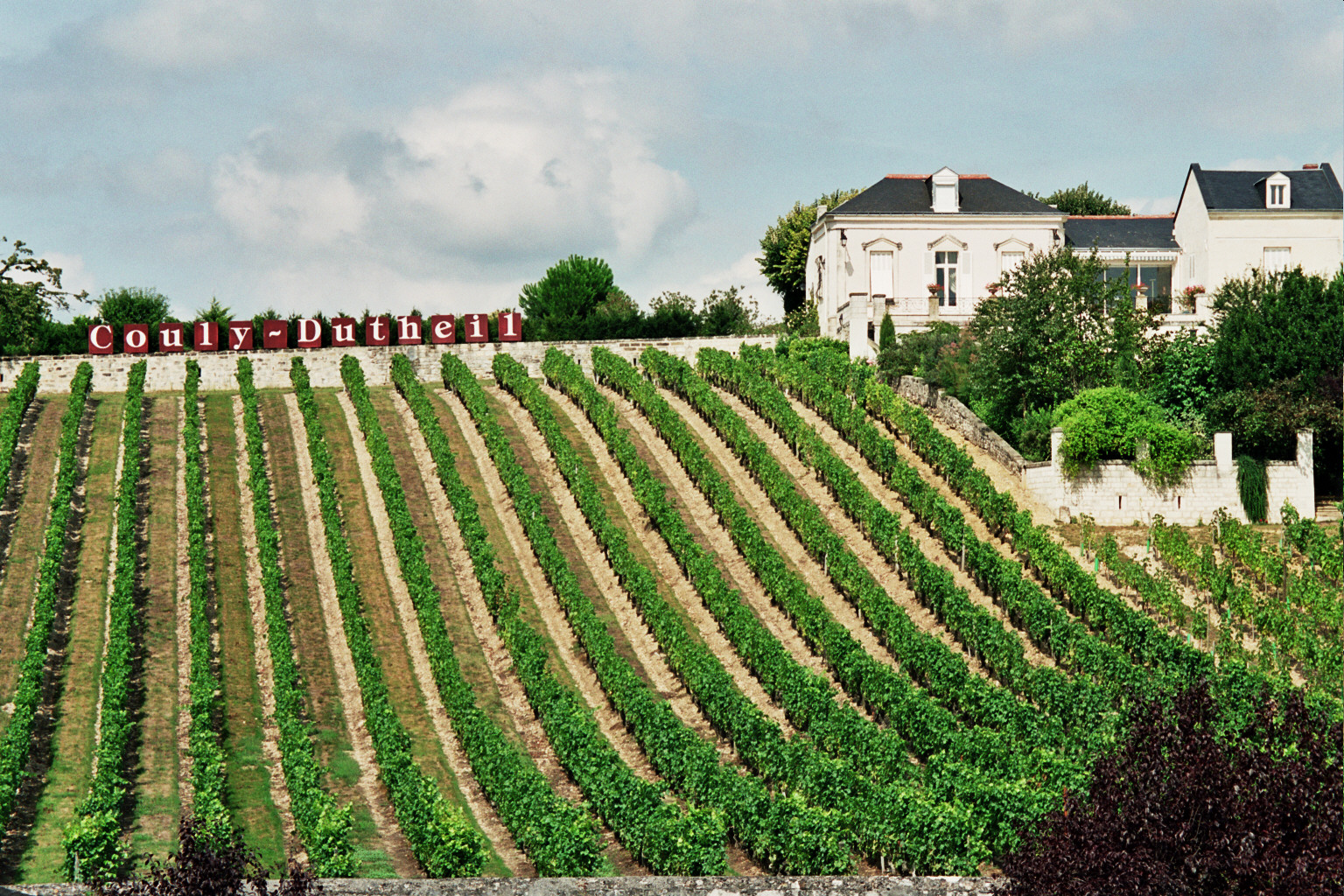
Один из виноградников в аппелласьоне Шинон

Долина Луары (фр. Val-de-Loire, Vallée de la Loire) — один из крупнейших по площади винодельческих регионов Франции, протянувшийся почти на 300 км вдоль русла реки Луары и её притоков. Подобно Бургундскому винодельческому региону, состоит из множества разрозненных и мало похожих друг на друга винодельческих зон. По причине большой протяжённости региона в широтном направлении климат в различных его частях меняется от морского к полуконтинентальному. 

## Общая характеристика
Особенности Луары связаны с тем, что это один из самых северных регионов традиционного европейского виноделия. В регионах с неустойчивым климатом, где не каждый год можно рассчитывать на полное вызревание винограда, обычно делают ставку на белые вина (в отношении которых кислотность принято считать достоинством, а не изъяном). В прохладные, дождливые годы луарский виноград не вызревает и количество сахара в ягодах оказывается ниже нормы. Соответственно, вина получаются лёгкими, слабоалкогольными и довольно кислыми. Для исправления этих недостатков луарские виноделы допускают умеренную шаптализацию. Впрочем, в условиях глобального потепления (когда виноградарство пришло даже в Швецию, Англию и Польшу) такие меры становятся всё менее актуальными.
В Луаре преобладают три основных типа почв: известняк (мел), песчаники и сланцы. Для защиты от излишней влаги виноградники, как правило, размещаются на восточных склонах холмов. Вина Луары весьма разнообразны: белые (сухие, полусухие, сладкие), розовые (сухие, полусухие), красные, игристые. Большинство из них не предполагает длительного хранения. В связи с глобальным потеплением и рыночной конъюнктурой постепенно растёт доля выработки сухих красных вин.
С берегов Луары происходят культивируемые ныне во всём мире сорта белого винограда — шенен и совиньон. Луарские вина из этих сортов считаются эталонными. Также заметную площадь виноградников занимают белый сорт мелон (вина из которого, именуемые «мюскаде», рекомендуются в качестве сопровождения для блюд из морепродуктов) и чёрные бургундские сорта (гаме, пино-нуар).

## Субрегионы
- Нижняя Луара

Аппелласьоны долины Луары

  - Пеи Нанте́ (исторически часть Бретани) — один из самых северных во Франции районов виноделия и самый западный в долине Луары (расположен практически на атлантическом побережье). Наиболее известны аппеллясьоны Мюскаде, Мюскаде-Кото-де-ля-Луар, Мюскаде-де-Севр-э-Мен, Гро-план-дю-Пеи-Нанте и Кото д’Ансени. Из местных сортов мелон и гро-план (а иногда и коломбара) здесь получают предельно сухие белые вина, причём лучшие — с применением технологии выдержки на дрожжевом осадке («сюр ли»), которая стала «визитной карточкой» здешних виноделов. Вина под маркой «Гро-план-дю-Пеи-Нанте» считаются самыми кислотными во Франции[6]. Подробнее см. Мюскаде.
- Средняя Луара
  - Турень — окрестности города Тура, расположенного в среднем течении Луары. Именно в Турени производят самое сладкое луарское вино — белое Вувре[англ.] из шенена (зачастую поражённого «благородной гнилью»). Напротив селения Вувре, на противоположном берегу Луары, находится апелласьон Монлуи, где также возделывается шенен. Апелласьоны Бургей и Шинон специализируются на красных винах. Более стандартные для Луары вина вырабатываются аппелласьонами Турень-Амбуаз, Турень-Азей-лё-Ридо, Турень-Мелан.
  - Анжу[англ.] и Сомюр. Область Анжу славится розовыми десертными винами «Розе д’Анжу» и «Каберне д’Анжу». В апелласьоне Сомюр производят сухие белые и красные вина (Сомюр-Шампиньи, Савеньер, Боннезо). Винодельни по берегам реки Лайон специализируются на полусухих (и более сладких) винах, напоминающих продукцию Вувре (аппелласьон Кото-дю-Лайон[англ.]). Наиболее элитным виноградником Луары (гран-крю) считается расположенный там же Кар-де-Шом[7].
- Верхняя Луара
  - Сансер и Пуйи — родина и царство совиньон-блана. Винам этого субрегиона Луары свойственны лёгкость, свежесть, фруктовый вкус и аромат. Сансерские белые вина вырабатываются в апелласьонах Менету-Салон, Рёйи и Кинси и часто отличаются высокой стоимостью[8]. Сансерские красные вина напоминают вина Бургундии и Божоле. К востоку от Сансера, на противоположном берегу Луары, чуть выше по течению, расположены виноградники Пуйи-сюр-Луар, гордостью которых является белое вино Пуйи-Фюме[англ.] с характерным для него лёгким запахом дымка.

## История
Луарские вина имеют долгую историю, которая может быть прослежена до I века нашей эры. Археологические данные свидетельствуют о том, что римляне высадили первые виноградники в долине Луары вскоре после завоевания Галлии. К V веку процветающее виноградарство области было отмечено Сидонием Аполлинарием. Епископ Григорий Турский в «Истории франков» писал о частых грабежах бретонцами винных запасов этого района. К XI веку вина Сансера были востребованы при дворах многих монархов. По некоторым сведениям, вина Луары ценились в средневековой Англии даже больше, чем вина Бордо. 
После окончания Столетней войны и присоединения региона к Франции анжуйские виноделы переориентировались на доходный рынок Нидерландов (которые в XVI-XVII веках переживали экономический бум) и сосредоточились на производстве сладких и десертных вин. В начале XIX века часть виноделов Луары производила дешёвое вино для небогатых парижан, тогда как другие производители пытались наладить выпуск игристых вин с тем, чтобы составить конкуренцию производителям шампанского (которое в тот период было особенно популярно по всей Европе).
В начале XXI века влиянием в регионе пользовался винопроизводитель Дидье Дагено, который ратовал за снижение урожайности и переход к органическому виноградарству.